# 孕三醇
孕三醇或孕烷三醇（英語：Pregnanetriol）或称为5β-孕烷-3α,17α,20α-三醇（5β-pregnane-3α,17α,20α-triol）是一种孕酮在体内的无活性的甾体代谢产物。尿液测试中孕三醇的含量过高可能与先天性腎上腺增生症有关。可以作为测量体内孕酮水平的一种间接方法。